# Haris Handžić
Haris Handžić (wym. [haris handʒitɕ]; ur. 20 czerwca 1990 w Sarajewie) – bośniacki piłkarz występujący na pozycji napastnika.

## Przebieg kariery
Handžić jest wychowankiem bośniackiego klubu FK Sarajevo. W pierwszym zespole rozegrał 34 mecze w Premijer lidze, strzelając 8 goli.
W grudniu 2008 roku Handžić dołączył do Lecha Poznań. Po krótkim czasie aklimatyzacji w Poznaniu miał być gotowy do zastąpienia liderów zespołu. Ówczesny trener Kolejorza, Franciszek Smuda nie stawiał na niego, bowiem jego zdaniem nie był gotowy do gry na najwyższym poziomie. Po przyjściu do drużyny Jacka Zielińskiego, Handžić dostał możliwość pokazania swoich umiejętności. Miał problemy z koordynacją ruchową, przez co nadal był tylko rezerwowym; w dodatku okazało się, że bardziej pasuje na pozycję lewego pomocnika niż napastnika, którego rolę miał pełnić w Lechu. W styczniu 2010 roku, ze względu na brak szans na regularną grę został wypożyczony do swojego poprzedniego klubu – FK Sarajevo. W sierpniu tego samego roku powrócił do Lecha, po czym 11 sierpnia 2010 po obustronnym porozumieniu rozwiązał swój kontrakt z poznańską drużyną.
Po rozwiązaniu kontraktu z Lechem Poznań spędził rundę jesienną, nie trenując z żadnym klubem. Dopiero w rundzie wiosennej powrócił do FK Sarajevo, gdzie w ciągu 18 meczów ligowych zdołał strzelić 4 gole. Następnie reprezentował barwy Veležy Mostar, gdzie spędził jedną rundę.
W 2013 roku przeszedł FC Vaduz. Pierwszą połowę 2014 roku spędził w FK Borac Banja Luka, a latem 2014 podpisał kontrakt z FK Ufa.
Handžić był regularnie powoływany do młodzieżowej reprezentacji swojego kraju. W wieku siedemnastu lat zadebiutował w kadrze seniorskiej Bośni i Hercegowiny w towarzyskim spotkaniu z Polską.